# Tlaqná Centro Cultural
Tlaqná (del vocablo totonaco tlaqná que significa el que interpreta) es un Centro Cultural sede oficial de la Orquesta Sinfónica de Xalapa de la Universidad Veracruzana. Abrió sus puertas el 25 de agosto de 2013 y se compone de una sala de conciertos/principal, una sala anexa, vestíbulos de ambas salas, mezzanine y espacios exteriores como foro abierto, plazoleta descubierta, plazoleta techada y terrazas.

## Historia
En 2006, la Universidad Veracruzana (UV) propuso la construcción de una sala de conciertos de primer nivel y asumió el proyecto. Su construcción inició en 2007; el proyecto arquitectónico se desarrolló en un área de 16 mil 537 metros cuadrados (m2), en el Campus para la Cultura, las Artes y el Deporte en la ciudad de Xalapa, Veracruz.
El 25 de agosto de 2013, se llevó a efecto el primer concierto al público en general, en el que se interpretó la Obertura del festival académico, de Johannes Brahms, para continuar con Una vida de héroe, de Richard Strauss. 

## Arquitectura
El diseño arquitectónico fue concebido por Enrique Murillo, arquitecto veracruzano. El área dedicada a la ejecución musical se pensó en construir de forma rectangular, es decir, la clásica “caja de zapatos”, idea originaria en el siglo XIX que ha comprobado su buen funcionamiento acústico. 
En sus elementos visuales, la edificación evoca la misma orientación que la Pirámide del Sol desde cuya plazoleta puede apreciarse el Cofre de Perote, el Pico de Orizaba y el espacio natural circundante del bosque de niebla.
El Centro Cultural está en realidad compuesto por cinco edificios: el central corresponde a la caja musical; el nivel inferior, es el estacionamiento con cabida para aproximadamente 100 vehículos; el escenario, donde están los camerinos, bodegas de instrumentos y salas de ensayos; el vestíbulo, donde el público accede al edificio; y el mezzanine, al que pueden acceder por escalinatas y/o elevador, tiene entrada a la parte más alta de las gradas, a la cafetería y a una amplia área para exposiciones o eventos. 

## Muro arquitectónico
La sala aloja una monumental obra de arte del artista mexicano-japonés Hiroyuki Okumura, quien dedicó entre 16 y 18 horas diarias durante nueve meses a la creación de la obra, un gigantesco muro escultórico que envuelve la sala principal, formado por dos mil 272 placas de concreto individuales, que llevan por título Bosque de niebla (en alusión al clima de bosque mesófilo de montaña que caracteriza a Xalapa y sus alrededores).
El mural está diseñado bajo criterios acústicos muy precisos con el fin de reflejar el sonido de la mejor forma. El dibujo, los materiales, la superficie, la profundidad del relieve, la redondez de los ángulos, todo está en función de un buen desempeño acústico.

## La acústica
El espacio fue diseñado tomando en consideración las necesidades acústicas de la ejecución musical. El ancho y largo de la planta determinaron la altura requerida para contener el volumen de aire requerido para permitir un buen funcionamiento acústico. Esto también determinó la cantidad de espectadores, que en total son 1208 personas.
Al ser la acústica un punto muy importante en la Sala Tlaqná, se seleccionó a Kirkegaard Associated, empresa dedicada a la creación de espacios donde la arquitectura y el sonido convergen (asentada en Chicago, Illinois, Estados Unidos) para iniciar los trabajos relacionados con la caja acústica.
La idea central de Kirkegaard era que el diseño de la sala permita una comunicación impecable entre el público y los artistas. Desde cualquier punto de la sala la audiencia puede ver a los músicos y éstos al público.
Lo mismo pasa con el sonido: el aislamiento de la caja musical tiene que ser total; entre cada sección del edificio hay separaciones (dispuestas de acuerdo para esta propuesta estructural para zonas sísmicas), cumpliendo a la vez una exigencia acústica: aislar y evitar el ruido y las vibraciones del exterior.
La sala cuenta con superficies con acabado de madera sujetas al concreto, de esta forma, el sonido se refleja sin absorberse o resonar.
El canopy (techo) o difusor acústico consta de cuatro estructuras móviles hechas de cristal templado en la parte alta del escenario para dirigir el sonido de acuerdo al tipo de concierto; posee un sistema de seguridad en donde los tensores reducen la línea, impidiendo el movimiento pendular y el choque entre las estructuras. 
Las cuatro estructuras del canopy pueden descender hasta el escenario para su limpieza y mantenimiento, cada una de las placas tiene cuatro motores y además de bajar se pueden manipular de forma horizontal y dar inclinación a cada una para la configuración acústica que requiera el programa artístico a interpretar.
Cortinas laterales hechas de tela similar a la de las butacas, suben o bajan según las necesidades musicales, cuya función es absorber el eco y la reverberación.
También existen elementos fijos y semifijos: la gradería del escenario proporciona distintas alturas a los músicos para que el sonido que emana de sus instrumentos no choque entre sí, por ello se dispone de un sistema de practicables que permiten adaptarlos según se requiera. A su vez, todo el escenario es una cámara plena en donde se pueden guardar esos practicables; desde el otro lado, por el estacionamiento, hay una unidad manejadora de aire en donde se genera el aire acondicionado, el cual se inyecta por toda la tubería que se aloja en el estacionamiento, las cuales meten el aire a la cámara y sale a través de las múltiples rejillas que están en el piso, debajo de las butacas. Lo que se deseaba era evitar el ruido y la vibración de los sistemas de aire acondicionado más comunes.
Otro elemento acústico viene del diseño de las butacas, espacialmente diseñadas para Tlaqná, la tela es de un tejido circular, especialmente elegida para que no hiciera perder el brillo del sonido.